# 綠腹麗魚
綠腹麗魚（學名：Etroplus suratensis；馬拉雅拉姆語：/karimeen）為輻鰭魚綱鱸形目隆頭魚亞目慈鯛科的其中一種，分布於亞洲印度南部及斯里蘭卡的淡水、半鹹水流域，體長可達40公分，棲息在中底層水域，屬雜食性，以藻類、昆蟲等為食，生活習性不明，可做為食用魚、養殖魚及觀賞魚。

## 外部連結
- A Guide to common Marine Fishes of Singapore: Green Chromide. （页面存档备份，存于）

## 擴展閱讀
維基物種上的相關：綠腹麗魚